# 哈提叶蝉属
哈提叶蝉属（学名：Hatigoria）是叶蝉科下的一个属。

## 下属物种
本属包括以下物种：
- Hatigoria praeiens Distant, 1908
- 索氏哈提叶蝉 Hatigoria sauteri Jacobi, 1914